# Pilka
Pilka est un village de la commune de Luunja du comté de Tartu en Estonie. 
Au 31 décembre 2011, il compte 157 habitants.